# Gal of Constant Sorrow
«Gal of Constant Sorrow» (укр. «Дівча постійної печалі») — чотирнадцята серія двадцять сьомого сезону мультсеріалу «Сімпсони», прем'єра якої відбулась 21 лютого 2016 року, у США на телеканалі «Fox».

## Сюжет
Під час сніданку Мардж виявляє хитку плитку на підлозі і каже, що їй доведеться подзвонити майстра для дому. Почувши це Гомер розуміє натяк, і вирішує сам замінити плитку. Він досягає успіху за допомогою Інтернет-відеокурсу. Закінчивши роботу Гомер незабаром розуміє, що затиснув сімейного кота Сніжка II у стіні будинку.
Тим часом Барт бере участь у перегонах на санчатах з гірки, але Мілгаус, злякавшись, сповільнює їх. Барт збиває Мілгауса, і той втрачає контроль над санками і б'є по візку бездомної жінки на ім'я Гетті, втопивши всі її речі у замерзлій річці.
Відчуваючи свою провину, він запрошує Гетті до будинку Сімпсонів. Гетті стає надто зручно у Бартовій шафі, тому вона вирішує давати Барту один долар на день як оренду. Ліса незабаром усвідомлює підозрілий дохід Барта і виявляє Гетті, але Барт переконує її не говорити батькам, бо боїться, що Гетті виженуть з дому.
Несподівано діти виявляють неймовірний музичний талант Гетті, який дуже сподобався Лісі. Під час запису однієї зі своїх пісень Барт попереджає Лісу, що вона не повинна цього робити, тому що, якщо Гетті підведе її, Ліса буде вчергове розчарована усвідомленням, що вона не може врятувати усіх. Однак, сестра його не слухає.
Ліза демонструє пісні Гетті місту і встигає влаштувати для Гетті концерт та інтерв'ю на радіо NPR. Однак під час інтерв'ю Гетті виявляє, що вона є героїн-наркоманкою, і може бути дуже жорстокою, що шокує Лісу.
Тим часом Гомеру вдається звільнити кота зі стін, але при цьому застрягає Маленький Помічник Санти. Намагаючись його врятувати Гомер врешті-решт провалюється крізь дах. З'ясовується, що Мардж уже врятувала його і прикидалася, щоб прикрити помилки Гомера, бо це «сексуально»…
Незабаром, у вечір її концерту, Гетті зникає, тому Барт і Ліса розповідають все батькам. Допоки Ліса відволікає глядачів, граючи на своєму саксофоні, Гомер і Барт шукають Гетті. Їм вдається її знайти, коли вона п'є на фермі Клітуса Спаклера, і вмовляють її заспокоїтись і прийти на її концерт. Однак, розбита серцем Ліса не змогла втримати натовп, тому місце майже порожнє. Гетті вирішує заспівати останню пісню, присвячену Лісі, яка вирішує пробачити її.
У сцені під час титрів показано, що Гетті грає в реабілітаційній клініці лише для того, щоб інші втекли до таверни Мо через таємний тунель.

## Виробництво
Виконавчий продюсер Ел Джін розповів, що історія Гетті заснована на реальній історії. Сценаристка серії Керолін Омайн прочитала про подібний випадок і перетворила розповідь на сюжет для серії.

## Ставлення критиків і глядачів
Під час прем'єри серію переглянули 3,1 млн осіб з рейтингом 1.4, що зробило її найпопулярнішим шоу на каналі «Fox» тієї ночі.
Денніс Перкінс з «The A.V. Club» дав серії оцінку B+, сказавши, що «авторка сценарію Керолін Омайн виклала свій сценарій зі спритністю та розумінням Сімпсонів, що змушує серію співати по-чесному».
Згідно з голосуванням на сайті The NoHomers Club більшість фанатів оцінили серію на 3/5 із середньою оцінкою 3,04/5.